# Louis de Vaucelles de Ravigny
Alexandre-Louis-Henri de Vaucelles de Ravigny (Argentan, 14 novembre 1798 - Paris, 12 août 1851) est un égyptologue et homme politique français.

## Biographie

### Origine
Fils d'Emmanuel-Alexandre de Vaucelles, seigneur de Ravigny, maire de Champfrémont, et de Henriette Le Forestier de La Durandière, il est égyptologue et propriétaire à La Poôté.
La famille de Vaucelles est originaire du Poitou, dont les titres forment un fonds considérable aux Archives départementales de la Vienne. Depuis le XVIIe siècle, les Vaucelles habitent la terre de la Bellière. Les armoiries sont : d'argent au chef de gueules, chargé de 7 billettes d'or, 4, 3.

### Politique
Il est élu député du grand collège de la Mayenne aux élections législatives de 1830, en remplacement de Michel du Mans de Bourglevesque, démissionnaire. Il prête serment au gouvernement de Louis-Philippe, mais n'a qu'un rôle parlementaire effacé. Il est nommé par ordonnance du gouvernement de la monarchie de Juillet le 7 janvier 1831, membre du conseil général de la Mayenne.
Il échoue aux élections législatives de 1831 dans le 4e collège du même département (Mayenne extra-muros) face à Marie-Théodore de Rumigny. Il se représente sans plus de succès aux élections législatives de 1834.
L'Abbé Angot indique que Louis Vaucelles — il avait renoncé à la particule — adressa en 1834 une profession de foi à Messieurs les électeurs du deuxième arrondissement électoral de Mayenne. Il est élu comme républicain aux Élections cantonales de 1848 dans la Mayenne.

### Égypte
D'un esprit ouvert à toutes les sciences, il apprend en quelques mois l'arabe et acquiert à l'école de Champollion des notions suffisantes sur les hiéroglyphes pour entreprendre un voyage en Égypte. Parti de Marseille le 27 janvier 1826, il arrive le lendemain à Alexandrie où il reste jusqu'à mi-mars avant de rejoindre Le Caire. Il remonte le Nil jusqu'à Ouadi Halfa, au sud de la première cataracte puis redescend le fleuve en explorant ses deux rives. C'est ainsi qu'il voit tous les principaux temples, recueillant avec la plus grande attention les cartouches des personnages qui les ont fait construire, augmenter ou réparer.
De ce voyage, il publie deux ouvrages, un journal de voyage daté de 1826, et, en 1829, une Chronologie des monuments antiques de la Nubie dans lequel il est le premier à nommer la plupart des pharaons, des Ptolémées et des empereurs romains qui ont bâti ou augmentés ces monuments. Il écrit dans cet ouvrage :

« Pendant un voyage que je fis en Nubie en 1826, pour étudier les antiquités de cette intéressante contrée, je m'aperçus que la lecture des légendes hiéroglyphiques des rois pouvait seule fournir le moyen de déterminer l'âge de ses temples. Les découvertes de M. Champollion le jeune venaient d'être publiées. Profitant alors des notions qu'elles me donnaient, je recueillis avec la plus grande attention tous les cartouches des princes qui ont construit ces ouvrages ou qui les ont réparés et augmentés. »

— Chronologie des monuments antiques de la Nubie, page 8

## Ouvrages
- Chronologie des monuments antiques de la Nubie : d'après l'interprétation des légendes royales contenues dans les bas-reliefs hiéroglyphiques, Paris, Librairie orientale de Dondey-Dupré Père et fils,, 1829 (lire en ligne).